# Carol Karp
Carol Karp (geborene Carol van der Velde, * 10. August 1926 in Forest Grove, Ottawa County, Michigan; † 20. August 1972 in Maryland) war eine US-amerikanische mathematische Logikerin.

## Leben
Karp studierte am Manchester College in Indiana (Bachelor-Abschluss 1948) und an der Michigan State University, wo sie 1950 ihren Master-Abschluss in Mathematik machte. Danach war sie Instructor an der Michigan State und reiste auch einige Zeit in einem Frauen-Orchester als Geigerin, bevor sie ein Promotionsstudium an der University of Southern California begann. 1959 promovierte sie dort bei Leon Henkin in mathematischer Logik (Languages with expressions of infinite length). Gleichzeitig mit ihrem Studium unterrichtete sie zuvor ab 1953 an der späteren New Mexico State University (damals New Mexico College of Agriculture and Mechanic Arts) und am College in Las Cruces in New Mexico, ab 1954 als Assistentin von Henkin in Berkeley. 1957 ging sie mit ihrem Mann Arthur Karp, den sie 1952 heiratete und der bei der US-Marine war, nach Japan. Danach war sie an der University of Maryland, ab 1960 als Assistant Professor, ab 1963 als Associate Professor und ab 1966 als Professor. 1972 starb sie an Brustkrebs, der bei ihr 1969 diagnostiziert wurde.
Als Logikerin beschäftigte sie sich mit der Logik unendlicher langer Sätze (Infinitäre Logik), Rekursionstheorie und Anwendungen der Logik in der Algebra.
Nach ihr ist der 1973 gestiftete Karp-Preis der Association for Symbolic Logic benannt, einer der wichtigsten Logik-Preise.

## Schriften
- Languages with expressions of infinite length. North Holland, Amsterdam 1964.